# Shit
Shit là một từ thường được coi là có nghĩa thô tục và tục tĩu trong tiếng Anh hiện đại. Đây là một danh từ có ý nghĩa là "phân", với vai trò là động từ nó có nghĩa là đại tiện; ở số nhiều ("shits"), nó có nghĩa là tiêu chảy. Shite là một biến thể phổ biến trong tiếng Anh và tiếng Anh Iceland. Là một thuật ngữ tiếng lóng, nó có nhiều ý nghĩa, bao gồm: vô nghĩa, dại dột, một cái gì đó ít giá trị hoặc chất lượng, nói chuyện tầm thường và thường khoe khoang hoặc không chính xác hoặc một người khinh miệt. Nó cũng có thể được sử dụng để chỉ bất kỳ danh từ khác nói chung hoặc như một biểu hiện của sự khó chịu, bất ngờ hoặc tức giận.

## Từ nguyên
Từ này có khả năng bắt nguồn từ tiếng Anh cổ, có các danh từ scite (dung, chỉ được chứng thực bằng tên địa danh) và scitte (tiêu chảy) và động từ scītan (để đại tiện, chỉ chứng thực trong ambcītan, để che chở bằng phân); cuối cùng nó biến thành tiếng Anh schītte (phân), schyt (tiêu chảy) và shiten (đi vệ sinh), và nó là hầu như chắc chắn rằng nó đã được sử dụng trong một số hình thức của preliterate Đức lạc tại thời điểm đế chế La Mã. Các từ có thể được tiếp tục truy nguồn từ Proto-Germanic * kịch ngắn -, và cuối cùng là Proto-Indo-European * skheid - "cắt, tách biệt", cùng một gốc cho là đã trở thành từ kho. Từ có nhiều tên giống nhau trong hiện đại ngôn ngữ Đức, chẳng hạn như Đức Scheiße, Hà Lan schijt, Thụy Điển kịch ngắn, Iceland skítur, Na Uy skitt, vv Hy Lạp cổ đại có ('skatos' gen do đó 'scato-'). 'Skor', từ Proto-Indo-European * sker -, đó là khả năng không liên quan.

## Sử dụng
Từ shit (cũng là shite trong tiếng Anh và Hiberno-English ) thường được tránh trong bài phát biểu chính thức. Lời thề băm thay thế cho từ shit trong tiếng Anh bao gồm bắn, shucks, sugar, và backronym uyển ngữ, Sugar, Honey, Ice (d) Tea.
Theo nghĩa đen của từ này, nó có một phạm vi sử dụng khá nhỏ. Một sự xuất hiện không xác định hoặc tập thể của phân thường là shit hoặc một số shit; một khoản tiền gửi phân đôi khi là một shit hoặc một mảnh shit; và đi vệ sinh là shit hoặc tham gia một shit. Trong khi người ta thường nói về shit như tồn tại trong một đống, tải trọng, một khối và các số lượng và cấu hình khác, các biểu thức như vậy phát triển mạnh mẽ nhất theo nghĩa bóng. Đối với các mục đích thực tế, khi đại tiện và bài tiết thực sự được nói đến, đó là thông qua uyển ngữ sáng tạo hoặc với một nghĩa đen mơ hồ và khá cứng nhắc. 
Khi được thốt ra như một câu cảm thán hoặc xen vào, shit có thể truyền tải sự ngạc nhiên hoặc cảm giác được ấn tượng thuận lợi hoặc ghê tởm. Những phát ngôn tương tự có thể là chết tiệt! ồ! hoặc yuck!.
Mảnh shit cũng có thể được sử dụng theo nghĩa bóng để mô tả một cá nhân đặc biệt ghê tởm hoặc một đối tượng có chất lượng kém (" chiếc xe này là một mảnh rác ", thường được viết tắt là "POS").
Một nghiên cứu gần đây đã lập luận rằng "nghiên cứu shit" là một lĩnh vực siêu liên ngành của các cuộc điều tra tu từ về giao tiếp và lý luận của con người. Các tác giả giải thích, "các nghiên cứu tu từ đã lý thuyết hóa 'shit' về mặt truyền thông của sự biến đổi, phong cách và quan hệ văn bản," đặc biệt liên quan đến tuyên bố chuyên môn đối với các chủ đề như "chống bán chính nghĩa" và "nếm rượu". Họ kết luận rằng lời nói nhảm nhí là diễn ngôn một chiều rất khó thâm nhập vì nó chứa đựng "rào cản ý thức hệ đối với sự kỳ vọng của sự tương hỗ", làm việc để làm chệch hướng các phản ứng phê phán.

### Danh từ
Shit có thể được sử dụng như một danh từ chung chung tương tự như công cụ; ví dụ: Chương trình này là shit (as) shit hoặc Thử nghiệm này là shit (as) shit, hoặc đó là shit ngu ngốc. Ba cách sử dụng này (với sự hài hước, khó khăn và ngu ngốc hoặc một từ đồng nghĩa khác của sự ngu ngốc) được nghe phổ biến nhất ở Hoa Kỳ. Sử dụng "as" biểu thị một sự thay đổi tinh tế trong ý nghĩa của biểu thức; tuy nhiên, ý định tổng thể về cơ bản là giống nhau.
Trong biểu thức Get your shit together! từ shit có thể ám chỉ đến trí thông minh hoặc sự điềm tĩnh của một người hoặc những thứ, thiết bị,... He doesn't have his shit together ý nghĩa là các vấn đề của anh ta bị xáo trộn, phản ánh không phải sự xui xẻo hay lực lượng nào ngoài tầm kiểm soát của anh ta, mà là những thiếu sót cá nhân của anh ta.
Cụm từ shoot the shit là có một cuộc trò chuyện thân thiện nhưng vô nghĩa, như trong "Come by my place some time and we'll shoot the shit."
Một shithole là bất kỳ nơi khó chịu nào, giống như một địa ngục. Cách sử dụng này bắt nguồn từ một tài liệu tham khảo đến một nhà vệ sinh hố.
Một crock of shit là một cái gì đó (một tình huống, giải thích, tranh luận, v.v.) là vô nghĩa hoặc bịa đặt như một sự lừa dối hoặc trốn tránh; tức là nhảm nhí. Thường được viết tắt đơn giản là crock. Ví dụ: "Bạn mong tôi tin điều đó? ? Thật là một crock! "
Cụm từ built like a brick shithouse được sử dụng ở Hoa Kỳ để khen một người phụ nữ tròn trịa, nhưng ở các quốc gia nói tiếng Anh khác để khen ngợi những người đàn ông có vóc dáng thể thao. Ý nghĩa này bắt nguồn từ việc quan sát thấy rằng hầu hết các nhà gỗ là những công việc khá xiêu vẹo được xây dựng bằng ván ép hoặc các tấm thép phế liệu.
Shitter là một thuật ngữ tiếng lóng cho một nhà vệ sinh, và có thể được sử dụng như cụm từ ...   xuống nhà vệ sinh để đề nghị rằng một cái gì đó đã bị lãng phí. Ví dụ: "Trình phát CD này đã ngừng hoạt động một tuần sau khi tôi mua nó và tôi đã mất biên nhận! Hai mươi đô la ngay xuống shitter! "
Shit on a shingle là tiếng lóng của quân đội Hoa Kỳ cho thịt bò băm kem trên bánh mì nướng. Trong công ty lịch sự, điều này có thể được viết tắt là SOS.

### Sự ngạc nhiên
Để tự làm xấu mình hoặc sợ hãi shitless có thể được sử dụng để chỉ sự ngạc nhiên hoặc sợ hãi, theo nghĩa bóng.

### Gặp phải rắc rối
Shit có thể được sử dụng để biểu thị rắc rối, bằng cách nói rằng một trong a lot of shit hoặc deep shit (một uyển ngữ phổ biến là sâu doo-doo). Người ta thường coi một điều khó chịu là chuyện khó khăn (You got a speeding ticket? Man, that's some hard shit), but the phrase tough shit is used as an unsympathetic way of saying too bad to whoever is having problems (You got arrested? Tough shit, man!) or as a way of expressing to someone that they need to stop complaining about something and cope with it instead (Billy: I got arrested because of you! Tommy: Tough shit, dude, you knew you might get arrested when you chose to come with me.) Lưu ý rằng trong trường hợp này, như trong nhiều trường hợp với thuật ngữ, shit khó khăn thường được nói như một cách chỉ ra lỗi của ai đó trong vấn đề hiện tại của chính anh ấy / cô ấy. Nó cũng phổ biến để thể hiện sự khó chịu bằng cách đơn giản nói Shit.
Một shitload của một cái gì đó là một số lượng lớn, đặc biệt là một cái gì đó khó chịu hoặc kinh tởm. The boss dumped a shitload of extra work for me this week.
Up shit creek hoặc đặc biệt Up shit creek without a paddle mô tả một tình huống trong đó một người đang gặp khó khăn nghiêm trọng mà không có phương tiện giải pháp rõ ràng (đây đơn giản là một phiên bản tục tĩu của câu nói cũ hơn "lên lạch không có mái chèo", thêm vào nhấn mạnh hoặc hài hước).
Shit happens có nghĩa là những điều xấu xảy ra trong cuộc sống là không thể tránh khỏi. Điều này thường được nói với một tiếng thở dài hoặc nhún vai, nhưng có thể được nói một cách chế nhạo với một người phàn nàn quá thường xuyên về vận mệnh xấu của anh ta, hoặc một cách khó chịu.
When the shit hits the fan thường được sử dụng để chỉ thời gian đối đầu hoặc rắc rối cụ thể, đòi hỏi phải có hành động quyết định. Điều này thường được sử dụng để tham khảo các tình huống chiến đấu và các cảnh hành động trong phim, nhưng cũng có thể được sử dụng cho các trường hợp hàng ngày mà người ta có thể e ngại. I don't want to be here when the shit hits the fan! chỉ ra rằng người nói đang sợ hãi thời điểm này (có thể là bất cứ điều gì từ một cuộc tấn công của kẻ thù đến đối mặt với cha mẹ hoặc bạn bè tức giận). Thường giảm xuống thành "khi nó chạm vào người hâm mộ" trong xã hội lịch sự. He's the one to turn to when the shit hits the fan là một dấu hiệu cho thấy người được nói đến là đáng tin cậy và sẽ không chạy trốn khỏi rắc rối hoặc từ bỏ đồng minh của họ trong những tình huống khó khăn. Khái niệm của cụm từ này đủ đơn giản, vì chất thực tế đâm vào cánh quạt quay của quạt sẽ gây ra tình huống lộn xộn và khó chịu (giống như có sự hiện diện của máy rải phân). Điều này có thực sự xảy ra hay không, hoặc nếu khái niệm này đủ khả thi để hầu hết mọi người có thể tưởng tượng ra kết quả mà không cần phải chứng minh điều đó, vẫn chưa được biết. Một ví dụ khác có thể là câu nói shit cuộn xuống dốc, một phép ẩn dụ cho thấy rắc rối cho người quản lý có thể được chuyển cho cấp dưới. Có một số giai thoại và truyện cười về những tình huống như vậy, vì hình ảnh của những tình huống này được coi là buồn cười. Điều này thường gắn liền với khái niệm rằng các chất kinh tởm và lộn xộn tràn vào người khác là hài hước.
Đối với một người nào đó được mô tả là shitfaces có nghĩa là người đó về cơ bản bị mất khả năng do nhiễm độc rượu (tức là trong tình trạng say rượu hoàn toàn).

### Cảm giác khó chịu
Shit có thể thoải mái đứng về các điều khoản xấu và bất cứ điều gì trong nhiều trường hợp (Dinner was good, but the movie was shit. You're all mad at me, but I didn't do shit!). Một so sánh cũng có thể được sử dụng, vì trong Those pants look like shit, hoặc This stuff tastes like shit. Nhiều cách sử dụng là thành ngữ. Tôi không gặp may mắn thường đề cập đến một người ở cuối trí thông minh của họ hoặc người không còn lựa chọn khả thi nào. Trong công ty lịch sự, từ viết tắt SOL thường được thay thế cho việc này. That little shit shot me in the ass, gợi ý một người tinh nghịch hay khinh thường. Euphemism như crap thường không được sử dụng trong bối cảnh này.
Những câu cảm thán oh shit! và aw shit! được sử dụng để thể hiện sự không hài lòng hoặc bối rối (đôi khi một cách lịch sự) với chính mình khi một người mắc lỗi, đặc biệt là một sai lầm ngu ngốc hoặc có thể tránh được. Khi được sử dụng để bình luận về hành động của người khác, họ có thể mang một phẩm chất hài hước hơn nếu sai lầm không dẫn đến hậu quả nghiêm trọng.
Thuật ngữ shit thường được sử dụng để phân loại sản phẩm hoặc dịch vụ đủ dưới mức hiểu biết của người viết về các tiêu chuẩn chất lượng được chấp nhận chung là không đáng kể và thậm chí có thể có giá trị âm. Thuật ngữ shit có độ chính xác cao hơn shit hoặc shitty trong mảnh shit đó xác định chất lượng thấp của một thành phần cụ thể hoặc đầu ra của một quy trình mà không áp dụng độ nghiêng xúc phạm cho toàn bộ quá trình. Ví dụ, nếu người ta nói "Dàn nhạc trẻ là một sáng kiến thành công đáng kể. Thực tế là bản tái hiện gần đây của dàn nhạc cho Bản giao hưởng Manfred của Tchaikovsky trong bản B nhỏ gần như là một phần của sự tồi tệ không nên làm mất đi điều này. " Việc thay thế shit hoặc shitty cho khá nhiều mảnh shit sẽ ngụ ý trớ trêu và do đó sẽ làm suy yếu sức mạnh của tuyên bố.
Cụm từ "(Tôi không) cho một shit" có thể được sử dụng khi một người không quan tâm đến một cái gì đó, hoặc có một thái độ thụ động đối với điều nói, vì nó biểu thị sự thờ ơ. Trong bối cảnh, người ta có thể nói: "Bạn bị xúc phạm? Chà, tôi không nói nhảm! "Hoặc" Bạn đang nói với tôi à? Đi tìm ai đó cho một shit. " Nổi tiếng, tổng thống Richard Nixon nói với trợ lý HR Haldeman trong khi được ghi âm trong Phòng Bầu dục, "Tôi không nói xấu về lira." Anh ta có nghĩa là anh ta quá bận rộn để quản lý vụ Watergate để xem xét một cuộc khủng hoảng trong hệ thống tiền tệ của Ý.
Cụm từ "take shit" có nghĩa là nhận được sự đối xử tệ bạc hoặc phù phiếm từ một ai đó. Một người bị lạm dụng như vậy có thể nói "Tôi sẽ không lấy thêm bất cứ thứ gì nữa!" để chỉ ra rằng họ sẽ không còn chịu đựng được điều trị như vậy.
Whale shit  đôi khi được sử dụng để mô tả một người truyền cảm hứng cho sự bất mãn hoặc ghê tởm, như trong: "Bạn thấp hơn cá voi dưới đáy đại dương!"
"You can't polish shit" là một câu cách ngôn nổi tiếng tương đương với "đặt Lipstick trên một con lợn " (mặc dù "a turd" được sử dụng phổ biến hơn). Tuy nhiên, trên thực tế, chương trình truyền hình Mythbuster cho thấy bạn có thể đánh bóng một con rùa.

### Sự thống lĩnh
Shit cũng có thể được sử dụng để thiết lập ưu thế xã hội so với người khác. Gibe phổ biến nhất là eat cứt! bày tỏ sự khinh miệt. Một số từ cá nhân khác có thể được thêm vào như ăn cứt của tôi ngụ ý ý nghĩa cá nhân thực sự. Như một bên, trên đây thực sự là một sự co lại của cụm từ eat shit và die!.  Người ta thường nói không có dấu phẩy như một lời nguyền; họ chỉ huy bên kia thực hiện chính xác những hành động đó theo thứ tự đó. Tuy nhiên, thuật ngữ ban đầu là Eat, Shit và Die đặt tên cho ba điều cơ bản nhất mà con người phải làm, và nó phổ biến trong các binh sĩ. 
Cụm từ You ain't shit, thể hiện một không khí đe dọa đối với người nhận, bày tỏ rằng họ có nghĩa là không có gì hoặc là vô giá trị.
Hot shit có thể là một tài liệu tham khảo cho một vấn đề hoặc điều quan trọng tối cao hoặc khẩn cấp ("Báo cáo này thực sự là shit nóng!"). Nó có thể được sử dụng ở dạng tính từ: "Cái này nóng quá!". Hot shit cũng có thể đề cập đến một người đánh giá quá cao giá trị hoặc khả năng của chính mình, hoặc được người khác đánh giá cao ("Anh ta nghĩ rằng anh ta là một shit nóng!" Hoặc "Anh ta là một shit nóng!"). Trong công ty lịch sự, ảnh nóng uyển ngữ có thể được thay thế khi đề cập đến một người.
Một người nói có thể thể hiện sự thống trị thông qua sự kiêu ngạo bằng cách sử dụng cụm từ của anh ta không hôi thối. Tính không đúng ngữ pháp của nó làm nổi bật tầm quan trọng của bản thân người giới thiệu so với người nói; mặc dù shit của anh ta không hôi thối có thể đi qua như được nhấn mạnh hơn do từ điển hỗn hợp giữa tính chính xác ngữ pháp của nó và sự thô tục của shit. Cụm từ này truyền tải sự kiêu căng của người được giới thiệu và anh ta cho rằng mình vượt ra ngoài sự trách móc. Ví dụ: "Những tên khốn hào hoa trong Tài chính là những kẻ đã hủy hoại công ty - cứt của chúng thậm chí không hôi thối!" Một biến thể trong chủ đề này có thể là: "Mọi thứ anh ấy tỏa ra đều có mùi giống như hoa hồng!"
Shitkicker biểu hiện có thể được sử dụng như một miệt thị cho một công nhân nam tính hoặc người hạng thấp khác.
Từ shithead là một sự xúc phạm thường nghe thấy. Shithead cũng là tên của một trò chơi bài. Một shithead cũng có thể được gọi là một shit-for-brains.

### Thái độ tích cực
Trong tiếng lóng Bắc Mỹ, tiền tố của bài báo , shit cung cấp cho nó một định nghĩa hoàn toàn trái ngược, có nghĩa là tốt nhất, như trong Altered Beast là shit. Các từ lóng khác có cùng ý nghĩa, chẳng hạn như crap, không được sử dụng trong các địa phương như vậy.
Mặc một nụ cười nham nhở có nghĩa là người mặc nó có thể thể hiện sự tự hài lòng, tự mãn, bối rối hoặc nghịch ngợm. Nó cũng có thể là một trò trốn tránh vui tươi, như một câu trả lời cho câu hỏi "Tôi cá là bạn đã uống hết chai rượu say, phải không?"

### Rút ngắn từbullshit
Các biểu hiện no shit? (một sự co lại no bullshit?) được sử dụng để đáp lại một tuyên bố là phi thường hoặc khó tin. Mặt khác, người đưa ra tuyên bố khó tin có thể không thêm chút gì để củng cố sự chân thành hoặc trung thực của tuyên bố của họ, đặc biệt là khi trả lời ai đó bày tỏ sự không tin vào tuyên bố của họ. Không có shit cũng được sử dụng một cách mỉa mai để đáp lại một tuyên bố rõ ràng, như không có shit, Sherlock.
Trong hình thức này, từ này cũng có thể được sử dụng trong các cụm từ như don't give me that shit or you're full of shit. Thuật ngữ đầy shit thường được sử dụng như một câu cảm thán để buộc tội một người được cho là có xu hướng không trung thực, cường điệu hoặc được cho là "điện thoại" với một lời buộc tội. Ví dụ:
1. "Oh, I'm sorry I forgot to invite you to the party, it was a complete accident ... but you really didn't miss anything anyway."
2. "You're full of shit! You had dozens of opportunities to invite me. If you have a problem with me, why not just say it!"

Từ nhảm nhí cũng biểu thị cho diễn ngôn sai hoặc không thành thật. (Horseshit là tương đương, trong khi chickenshit nghĩa hèn nhát, batshit chỉ một người là điên, và đi apeshit cho thấy một người đang bước vào một trạng thái hưng phấn cao hay giận dữ không kiềm chế.) Bạn đang làm phiền tôi?! là một câu hỏi đôi khi được đưa ra để đáp lại một khẳng định đáng kinh ngạc. Một câu trả lời xác nhận lại tính xác thực của khiếu nại là, tôi không nói với bạn.

### Nhấn mạnh
Có lẽ ý nghĩa duy nhất liên tục mà shit đáng tin cậy mang theo là người giới thiệu của nó giữ một mức độ cảm xúc nào đó cho người nói. Cho dù hành vi phạm tội được thực hiện khi nghe từ này thay đổi rất nhiều tùy theo người nghe và tình huống, và có liên quan đến tuổi tác và tầng lớp xã hội: những người nói cao tuổi và những người thuộc (hoặc khao khát) tầng lớp kinh tế xã hội cao hơn có xu hướng sử dụng nó một cách riêng tư và chọn lọc hơn trẻ và nhiều hơn loa cổ xanh.
Giống như từ chết tiệt, shit thường được sử dụng để thêm nhấn mạnh hơn là thêm ý nghĩa, ví dụ, shit! I was so shit-scared of that shithead that I shit-talked him into dropping out of the karate match! Thuật ngữ shit-talk có nghĩa là khoe khoang hoặc cường điệu (trong khi nói chuyện shit chủ yếu có nghĩa là buôn chuyện [về ai đó theo cách gây tổn hại] hoặc nói một cách khoe khoang về những điều sai lầm trong tự nhiên), nhưng trong các công trình như trên, từ shit thường hoạt động như một sự xen kẽ.
Câu thần chú cảm thán bắt nguồn từ sức mạnh của sự linh thiêng với những lời tục tĩu.
Không giống như từ fuck, shit không được sử dụng triệt để với -ing hoặc như là một phần tử. Ví dụ: I lost the shitting karate match would be replaced with ...the fucking karate match. Similarly, while in-fucking-credible is generally acceptable, in-shitting-credible is not.

### Động từ "to shit"
Các preterite và quá khứ của shit được chứng thực như shat, shit, hoặc shitted, tùy thuộc vào phương ngữ và, đôi khi, những nhịp điệu của câu. Trong phần mở đầu của The Canterbury Tales, shitten được sử dụng như là phân từ quá khứ; tuy nhiên hình thức này không được sử dụng trong tiếng Anh hiện đại. Trong tiếng Anh shit như một quá khứ phân từ thường là chính xác, trong khi shat thường được chấp nhận và shits là không phổ biến và mất tích từ từ điển Random House và từ điển American Herigate.

#### "to shitcan"
Để shitcan ai đó hoặc một cái gì đó là loại bỏ hoặc loại bỏ tình cờ hoặc không phổ biến, như vào một giỏ chất thải. Shitcan cũng có thể được sử dụng như một danh từ: Don't bother; a report like this is gonna go directly into the shitcan.

### Backronyms
Dạng viết tắt "S.H.I.T" thường biến thành những trò đùa, như Special High Intense training (một trò đùa nổi tiếng được sử dụng trong các ứng dụng công việc), Special Hot Interdiction Team (một sự nhạo báng trên SWAT), Super Hackers Invitational Tournament và bất kỳ tên trường đại học nào bắt đầu với một SH (như Sam Houston Institure of Technology hoặc South Harmon Institute of Technology trong bộ phim Accepted (2006) hoặc Store High In Transit trong phim Kenny (2006)). South Hudson Institute of Technology đôi khi được sử dụng để mô tả Học viện Quân sự Hoa Kỳ tại West Point. Apu của Simpsons là một sinh viên tốt nghiệp tại Springfield Heights Instituted of Technology.
Trong công ty lịch sự, đôi khi các từ viết tắt như Sugar Honey in Tea hoặc Sugar Honey Ice(d) Tea được sử dụng.

## Cách sử dụng trong thơ cổ điển
Satirist Jonathan Swift đã viết một bài thơ gây tranh cãi The Lady's Dressing Room có các dòng sau (115 đến 118):
Thus finishing his grand survey// Disgusted Strephon stole away// Repeating in his amorous fits// Oh! Celia, Celia, Celia shits!

## Sử dụng trên TV

### Canada
Ở Canada, "shit" là một trong những từ được Hội đồng Tiêu chuẩn Phát thanh Canada coi là "ngôn ngữ thô lỗ, gây khó chịu dành cho người lớn", được chấp nhận để phát sóng chỉ sau 9:00 tối.

### Anh Quốc
Người đầu tiên nói "shit" trên truyền hình Anh là John Cleese của đoàn hài kịch Monty Python, vào cuối những năm 1960, theo eulogy của chính ông  cho Graham Chapman. Tuy nhiên, điều này không được xác minh độc lập. Cụm từ "dày như heo" được sử dụng trong vở kịch 1969 The Big Flame. Từ shit cũng xuất hiện trong bộ phim Cul-de-sac của Anh (1966), có thể trước ngày sử dụng của John Cleese.

### Hoa Kỳ
Từ này ngày càng được chấp nhận trên truyền hình cáp và đài vệ tinh của Mỹ, vốn không tuân theo quy định của FCC. Ở các quốc gia nói tiếng Anh khác, như Canada, Vương quốc Anh, Cộng hòa Ireland, Úc và New Zealand, từ này được phép sử dụng trong truyền hình bởi các hội đồng pháp lý của từng khu vực, miễn là nó được sử dụng vào cuối giờ khi những người trẻ tuổi không mong đợi được xem. Nó đã xuất hiện trên 20/20 của ABC News . 
"Shit" là một trong "Seven Words You Can Never Say" ban đầu, một chương trình hài kịch của diễn viên hài người Mỹ George Carlin. Ở Hoa Kỳ, mặc dù việc sử dụng từ này được kiểm duyệt trên truyền hình mạng phát sóng (trong khi crap đồng nghĩa của nó thường không chịu sự kiểm duyệt), FCC cho phép một số trường hợp ngoại lệ. Ví dụ:
- Tập 14 tháng 10 năm 1999 của Chicago Hope là chương trình đầu tiên (không bao gồm phim tài liệu) trên truyền hình mạng Hoa Kỳ có chứa từ shit ở dạng không bị kiểm duyệt.
- Từ này cũng được sử dụng trong tập ER sau đó " On the Beach " của Tiến sĩ Mark Greene, trong khi trải qua giai đoạn cuối của một khối u não chết người. Mặc dù tập phim ban đầu được phát sóng không bị kiểm duyệt, nhưng cách nói "shit" đã được chỉnh sửa trong các trình chạy lại được cung cấp.
- Một tập của South Park, " It hit the Fan " (bản gốc phát sóng ngày 20 tháng 6 năm 2001), đã nhại lại sự cường điệu trong tập phim Chicago Hope. Trong đó, "shit" được sử dụng 162 lần và một bộ đếm ở góc màn hình sẽ lặp lại các lần lặp lại (không bao gồm 38 trường hợp sử dụng từ này trong các hình thức bằng văn bản, nâng tổng số lên thậm chí 200). South Park phát sóng trên các mạng cáp của Mỹ, nằm ngoài phạm vi quyền hạn pháp lý của FCC và việc kiểm duyệt đối thoại thô tục theo quyết định của các nhà khai thác cáp.[20]

Kể từ tập phim đó, từ này (cũng như nhiều mô tả trên màn hình về phân, cũng như đại tiện) đã trở thành chủ đạo của South Park. Nhiều tập phim khác nhau cũng có một nhân vật, ông Hankey, một người có tình cảm. Các loạt phim hài khác của Trung tâm, cùng với lập trình trên các mạng cáp khác bao gồm FX, TBS và kể từ tháng 3 năm 2014, Adult Bơi, cũng thường xuyên sử dụng từ shit. Các tập của Graceland, trên Mạng Hoa Kỳ, cũng làm.

## Sử dụng trong đài phát thanh

### Hoa Kỳ
Không giống như đài phát thanh vệ tinh, các đài phát thanh mặt đất của Mỹ phải tuân thủ các hướng dẫn của FCC về sự tục tĩu để tránh bị phạt. Những hướng dẫn này không xác định chính xác những gì cấu thành sự tục tĩu, nhưng nó đã được một số ủy viên giải thích như bao gồm bất kỳ hình thức từ ngữ nào như shit và fuck, cho bất kỳ mục đích sử dụng nào.  
Mặc dù vậy, từ này đã được xuất hiện trong các bài hát nổi tiếng xuất hiện trên đài phát thanh trong trường hợp việc sử dụng từ này không rõ ràng đối với người nghe thông thường hoặc trên truyền hình trực tiếp. Ví dụ:
- Trong bài hát "Man in the Box" của Alice in Chains, dòng "Buried in my shit" đã được phát chưa được chỉnh sửa trên hầu hết các đài phát thanh nhạc rock.
- Bài hát "Money" năm 1973 của Pink Floyd trong album The Dark Side of the Moon có dòng "Don't give me that do goody good bullshit", và thường xuyên được phát sóng trên đài phát thanh Hoa Kỳ.
- Album nổi tiếng năm 1980 Hi Infidelity của REO Speedwagon có bài hát "Tough Guys" có dòng "she thinks they're full of shit", được phát trên đài phát thanh.
- Vào ngày 3 tháng 12 năm 1994, Ngày Xanh đã biểu diễn " Geek Stink Breath ", vào Saturday Night Live, shit không được chỉnh sửa từ băng phát sóng chậm trễ. Ban nhạc đã không xuất hiện trên chương trình một lần nữa cho đến ngày 9 tháng 4 năm 2005.
- " Máy bay phản lực " của Steve Miller. Mặc dù các đài phát thanh đôi khi đã phát một phiên bản chưa được chỉnh sửa có chứa dòng "shit funky đi xuống trong thành phố." Bài hát cũng được phát hành với phiên bản " chỉnh sửa radio ", thay thế "shit funky" bằng "kickky funky". Một phiên bản khác của "Máy bay phản lực" tồn tại trong đó từ "shit" bị mờ dần.
- Tương tự như vậy, bài hát " Bão " của Bob Dylan có một dòng về việc không có ý tưởng "loại shit nào sắp sửa đi xuống" và có phiên bản chỉnh sửa radio mà không có từ này.
- Video " Hollaback Girl " của Gwen Stefani có album gốc sử dụng từ bị kiểm duyệt trong video.
- Tiêu đề video âm nhạc "... trên Radio (Ghi nhớ những ngày) " của Nelly Furtado đã thay thế cho tiêu đề ban đầu "Shit on the Radio (Nhớ những ngày)".
- Điều này cũng xảy ra với " That That Shit " của Snoop Dogg kết hợp với R. Kelly, đã trở thành " That That ".
- Trong bài hát "My Happy Ending" của Avril Lavigne, bản chỉnh sửa bài hát của Radio Disney thay thế "tất cả những thứ bạn làm" bằng "tất cả những thứ bạn làm".
- Tương tự như vậy, trong bài hát " London Bridge " của thành viên Black Eyed Peas, Fergie, cụm từ "Oh Shit" liên tục được sử dụng làm dòng nền. Một bản chỉnh sửa radio của bài hát này đã thay thế "Oh Shit" bằng "Oh Snap".
- Payphone của Maroon 5 thay thế cho dòng "Tất cả những câu chuyện cổ tích này đều là rác rưởi" với "Tất cả những câu chuyện cổ tích này đều có đầy đủ".
- Tương tự như vậy, " I Love It (I Don't Care) " của Icona Pop sử dụng "Tôi đã ném đồ của bạn vào túi  ... "Thay cho" Tôi ném cứt của bạn vào túi  ... "

## Sử dụng trong các chiến dịch

### Chiến dịch xúc tiến vệ sinh
Sử dụng thuật ngữ "shit" (hoặc các từ thô thiển được sử dụng tại địa phương khác) - chứ không phải phân hoặc bài tiết - trong các chiến dịch và kích hoạt sự kiện là một khía cạnh có chủ ý của phương pháp vệ sinh toàn diện do cộng đồng hướng tới nhằm ngăn chặn đại tiện mở, một vấn đề sức khỏe cộng đồng lớn ở các nước đang phát triển.